# Organización de Niños de Corea

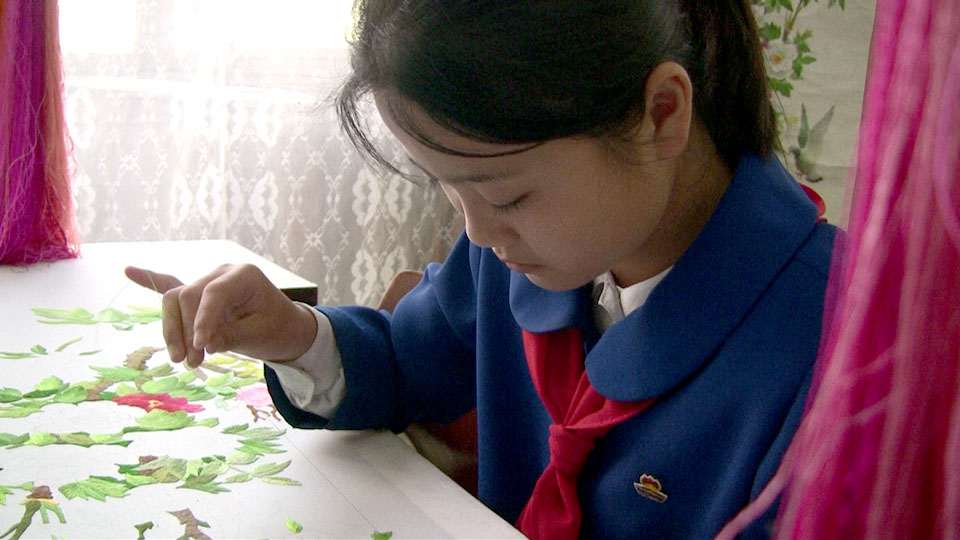
Miembro de la Organización de Niños de Corea en el Palacio de los niños de Mangyongdae en Pionyang.

La Organización de Niños de Corea (en chosongul: 조선소년단, en hanja: 朝鮮少年團, Chosŏn Sonyeondan) es la organización infantil de Corea del Norte, en la que se ingresa primero para entrar después en la Liga de la Juventud Patriótica Socialista (LJPS) que contribuye al movimiento juvenil y al movimiento de pioneros. Tiene infantes con edades de 9 a 15 años y es afín al Partido del Trabajo de Corea, operando en escuelas primarias y secundarias del país. A los escolares se les enseña la idea Juche a través del sistema educativo norcoreano; a la edad de 15 años ingresan en la LJPS.
Usualmente a los nuevos miembros se les da la bienvenida en un importante día festivo como el Día del Sol y el Día de la Fundación de la República. Esto se considera una ocasión importante en la vida de cada uno de sus niños, pues a los nuevos miembros se les da pañoletas rojas e insignias.